# Кэмпбелл, Нейт
Нейт Кэмпбелл (англ. Nate Campbell; род. 7 марта 1972 года, Джэксонвилл, Флорида, США) — американский боксёр-профессионал, выступавший в лёгкой весовой категории. Чемпион мира в лёгкой (версия WBA, 2008 — 2009 IBF, 2008 — 2009; версия WBO, 2008 — 2009) весовой категории.

## 2000—2002
Дебютировал в феврале 2000 года.

## 25 января2003Хоэль Касамайор —Нейт Кэмпбелл
- Место проведения:  Печанга Энтертеймент Центр (Печанга Ресорт энд Касино согласно представлению ринганнонсера Майкла Баффера), Темекула, Калифорния, США
- Результат: Победа Касамайора единогласным решением в 10-раундовом бою
- Статус:  Рейтинговый бой
- Рефери: Пэт Расселл
- Счет судей: Роберт Мендоса (98—92), Джерри Кэнту (97—93), Чак Хассетт (96—94) - все в пользу Касамайора
- Вес: Касамайор 60,30 кг; Кэмпбелл 59,40 кг
- Трансляция: HBO
- Счёт неофициального судьи: Харольд Ледерман (94—96 Кэмпбелл)

В январе 2003 года Нейт Кэмпбелл вышел на ринг против Хоэля Касамайора. Касамайор наносил больше ударов чем соперник, а также был точнее в них. По итогам 12-ти раундов судьи единогласно отдали победу кубинцу. Неофициальный судья телеканала HBO Харольд Ледерман счёл, что победил Кэмпбелл.

## 2003—2007
В январе 2004 года в элиминаторе победил по очкам Дэниела Атту.
В марте 2004 года в элиминаторе проиграл нокаутом в 5-м раунде Робби Пидену.
В июле 2004 года состоялся отборочный бой между Нейтом Кэмбпеллом и Эделмиро Мартинесом. С Мартинеса снимали очки за удары ниже пояса во 2-м и 4-м раундах. Чуть позднее в 4-м раунде за очередной удар ниже пояса Мартинеса дисквалифицировали.
В феврале 2005 года состоялся 2-й бой между Кэмбпеллом и Робби Пидену. На кону стоял вакантный титул чемпиона мира в 2-м полулёгком весе по версии IBF. Пиден нокаутировал Кэмпбелла в 8-м раунде.
В октябре 2005 года Кэмбпелл нокаутировал в 10-м раунде непобеждённого Алмазбека Раимкулова.
В апреле 2006 года он проиграл в элиминаторе раздельным решением Айзеку Хлатсвайо.
В октябре 2006 года Кэмбпелл в отборочном бой победил по очкам Мэтта Зегана.
В марте 2007 года он победил по очкам в элиминаторе Рикки Килеса.

## 8 марта2008Хуан Диас —Нейт Кэмпбелл
- Место проведения:  Плаза де Торос, Канкун, Кинтана Роо, Мексика
- Результат: Победа Кэмпбелла раздельным решением в 12-раундовом бою
- Статус: Чемпионский бой за титул WBA в лёгком весе (8-я защита Диаса); чемпионский бой за титул IBF в лёгком весе (1-я защита Диаса); чемпионский бой за титул WBO в лёгком весе (1-я защита Диаса)
- Рефери: Хесус Салседо
- Счет судей: Рик Бэйс (114—113 Диас), Билл Клэнси (111—116 Кэмпбелл), Джо Гарсия (112—115 Кэмпбелл)
- Вес: Диас 60,80 кг; Кэмпбелл 61,00 кг
- Трансляция: HBO
- Счёт неофициального судьи: Харольд Ледерман (112—115 Кэмпбелл)

В марте 2008 года состоялся бой между Нейтом Кэмбеллов и чемпионом мира в лёгком весе по версиям WBA, IBF и WBO Хуаном Диасом. Первая половина боя была равной. В конце 6-го раунда Кэмпбелл провёл опасное движение головой и сразу же выбросил левый хук. У Диаса сразу же открылось рассечение над левым глазом. Рефери оштрафовал Кэмбелла на одно очко. Во второй половине боя Кэмпбелл превзошёл противника во всех компонентах. По итогам боя мнения судей разделились: один судья посчитал победителем Диаса, двое других — Кэмпбелла.

## 13 сентября2008Нейт Кэмпбелл —Хоан Гусман (отменённый бой)
В сентябре 2008 года должен был состоятся бой между Нейтом Кэмпбеллом и Хоаном Гусманом. Гусман не смог уложиться в рамки весовой категории. Поединок был отменён.